# Symphlebia costaricensis
Symphlebia costaricensis là một loài bướm đêm thuộc phân họ Arctiinae, họ Erebidae.